# Рики
Вижте пояснителната страница за други личности с името Рики.
Иван-Санчез Рико Сото (роден на 11 август 1980 в Аранхуес, Мадрид) е испански футболист, който играе в Депортиво Ла Коруня в Сегунда Дивисион като нападател и крило.

## Кариера
Кариерата на Рико започва в Реал Мадрид, но с играчи в състава като Луиш Фиго, Бекъм, Роналдо, Гути, Сантяго Солари, Зидан, Камбиасо и Мориентес не остава много място за младия играч. Двадесетте гола които отбелязва за Б отбора на Реал - Реал Мадрид Кастиля привличат вниманието на Нюрнберг, но в крайна сметка подписва с Хетафе, които плащат 300 000 евро на кралския клуб. Това е възможност за Рико да остане в Примера дивисион.
Той прави своя дебют на 12 септември 2004 срещу Майорка и бързо се превръща в основен играч. Новият му отбор не се представя кой знае колко добре като завършва на тринайсетото място, а Рики отбелязва едва два гола в 29 мача. Впечатление прави втория гол в мача срещу Реал Мадрид който Хетафе печелят с 2:1.
Във втората си година в Примера дивисион (2005/2006) Рики потвърждава репутацията си като бърз и сръчен играч. Неговите голове, са от жизненоважно значение за тима на Бернд Шустер, който шокира Испания през първите седмици на първенството, като заема няколко пъти 3-то и 4-то място, докато формата на клуба не спада след поражение с 1:0 от Депортиво Ла Коруня. В крайна сметка Хетафе завършва сезона на 9-о място. Рики започва да вкарва все по-често. Той е вече безспорен титуляр и играе 32 мача, от които 28 като титуляр. В началото на този сезон, докато Хетафе е в подем, той се превръща сензация като вкарва 4 гола в първите 6 мача в лигата, включително два срещу Алавес за победата с 4:3 и един срещу Валенсия (за 2:1). През зимната пауза Парма и Ливъпул проявяват интерес към него, но до сделка не се стига. Рико завършва сезона с 8 попадения в сметката си, когато прзидентът на Хетафе, Анхел Торес решава, че е време да реализира печалба от вложените преди 2 години 300 000 евро.

## Депортиво Ла Коруня
В края на юни 2004 г. той преминава медицински тест в клуба от А Коруня, след като Хетафе и Депортиво очевидно са постигнали съгласие. Сумата която Супердепор плащат на Хетафе е спорна, тъй като двата куба обявяват различни цифри. Източници в Ла Коруня твърдят, че тя е 4 милиона евро, докато президентът на Хетафе Анхел Торес поддържа позицията си, че са платени 6 милиона. Рики подписва 5-годишен договор, като става най-скъпия играч закупен от Депортиво за периода 2002 - 2007. Такава сума показва, че очакванията за него ще бъдат високи, когато сезонa започне. В новия си клуб Рико започва да играе като ляво крило, но подчертава, че се е чувствал доста по-комфортно в предишния си клуб като нападател, защото според самия него крилата трябва да разполагат и с добри защитни качества. Тактиката, която предпочита новият му наставник - игра с дълги подавания, не позволява на играча да използва техничния си потенциял. Въпреки това заедно с Арисменди от дясно и Рудолфо Бодипо като централен нападател Депортиво печели първия си мач за сезона с 3:2 срещу Реал Сарагоса. Рико завършва сезон 2006-2007 с 3 попадения от 33 мача. Следващите няколко сезона все по-рядко намира място в стартовия състав и през сезон 2010-2011 е в игра едва 850 минути. Това се дължи на постоянно спохождащите го контузии. Този сезон е последен за Рико в Примера дивисион. Депортиво се класират на 18 място и попадат в зоната на изпадащите отбори. През настоящия сезон в Секунда Дивисион е неизменна част от титулярния отбор с 8 гола от 19 мача

## Контузии
Голяма пречка за изявите му се оказват контузиите. През сезон 2010 – 2011 още в третия кръг, на мача срещу бившия си отбор Хетафе, той получава мускулна травма, която го изкарва от терена за 3 седмици. След това, 2 дни преди началото на мача срещу Малага, на 21 ноември 2010 г. Рико е приет в блница заради апендисит. Завръща се на терена след месец срещу Кордоба и отбелязва гол. Рико играе само 30 минути от съображения за безопасност, тъй като лекарите се страхуват от нова травма. Играчър получава мусколен спазъм, който за жалост се оказва по-сериозна контузия и го изкарва от терена до 21 януари за мача срещу Севиля. В края на сезона Рико е сполетян и от спортна херния.

## Отличия
През 2008 г. с Депортиво Ла Коруня е носител на купа Интертото